# Sydlapska bokspråket
Sydlapska bokspråket var ett samiskt skriftspråk som utvecklades i Sverige i mitten av 1700-talet med målsättningen att kunna användas i missionsarbetet bland samerna inom hela det dåvarande Sverige. Det baserades huvudsakligen på den samiska som talades i norra delen av Lycksele lappmark och den sydligaste delen av Pite lappmark, med inslag av ord från Lule lappmark. Det sydlapska bokspråket visade sig inte vara särskilt användbart för samerna längst i norr, men dominerade ändå i bokutgivningen på samiska i Sverige från och med mitten av 1700-talet fram till 1900-talets början. 

## Grunden läggs av Pehr Fjellström
Grunden till det sydlapska bokspråket lades av Pehr Fjellström som blev skolmästare vid Skytteanska skolan i Lycksele 1718 och kyrkoherde i Lycksele församling 1739. Under sin tid som skolmästare arbetade Fjellström för att dokumentera det samiska språket. Bland annat tog han fram en svensk-samisk ordbok och en samisk grammatik, avsedda för präster och andra som behövde lära sig samiska som andra språk. Den samiska som Fjellström använde i dessa skrifter var sydsamiska, närmast umesamiska, eller med andra ord den samiska som talades i trakten kring hans verksamhetsort Lycksele.
Inför en planerad översättning av Nya Testamentet ville Pehr Fjellström också skapa ett skriftspråk som skulle kunna användas inom alla de svenska lappmarkerna. Han beviljades ekonomiska medel av riksdagen för att kunna resa runt och studera olika varianter av samiska, vilket han gjorde 1737.

## Språket utformas vid konferenser
Under 1738 uppehöll sig Pehr Fjellström i Stockholm för tryckningen av hans ordbok och grammatik samt hans översättning av Olov Svebilius förklaring över Luthers lilla katekes. Samtidigt pågick diskussioner i riksdagen om hur missionen bland samerna skulle utformas och Fjellström blev involverad. Året därpå inrättades Direktion över Lappmarkens ecklesiastikverk som skulle ansvara för missionen och skolundervisningen bland samerna. Direktionen gav Härnösands konsistorium i uppdrag att sammankalla konferenser för att reglera det samiska språket, ett arbete där Pehr Fjellström kom att spela en central roll.
En första konferens hölls 1743, då Pehr Fjellström sammanträffade med kyrkoherdarna Petrus Forsberg från Åsele och Pehr Högström från Gällivare i Lycksele. Året därpå hölls en andra språkkonferens i Umeå, där Fjellström mötte kyrkoherdarna Johan Læstadius från Arjeplog och Henrik Ganander från Enontekis samt lektor Petrus Holmbom från Härnösand.  Trots motstånd från framför allt Henrik Ganander, som företrädde nordsamiskan, blev resultatet av konferenserna att man skulle utgå från Fjellströms material i det fortsatta arbetet med att ta fram ett gemensamt samiskt skriftspråk. Under Umeåkonferensen gick man igenom och reviderade Fjellströms översättningar av en ABC-bok, Luthers katekes, kyrkohandboken, merparten av Nya testamentet samt en mängd psalmer.

### Det sydlapska bokspråkets ursprung
Det samiska skriftspråk som utarbetades genom konferenserna var ett typiskt skriftspråk som inte talades av någon same, men förstods av relativt många. I fråga om grammatiken baserades det huvudsakligen på den samiska som talades i norra delen av Lycksele lappmark (närmast Sorsele) och kanske även den sydligaste delen av Pite lappmark. Ordförrådet bestod huvudsakligen av ord gemensamma för Lule, Pite och Lycksele lappmarker.  Nästan ingen hänsyn togs till den samiska som talades i Torne lappmark och det visade sig snart att det nya skriftspråket inte fungerade där. Därför har det i litteraturen kommit att kallas för det sydlapska bokspråket.  Det ska inte förväxlas med sydsamiska.

## Språket utvecklas och blir dominerande

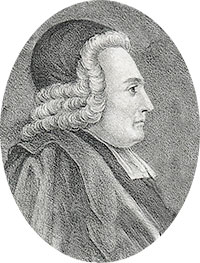
Pehr Högström (1714–1784)

Det sydlapska bokspråket vidareutvecklades av Pehr Högström, kyrkoherde i Gällivare, som tog större hänsyn till de nordsamiska dialekterna. Hans förändringar anammades av Pehr Fjellström i hans översättning av Nya Testamentet som utkom 1755. Härmed blev Högströms variant av det sydlapska bokspråket den officiella, och den användes sedan vid översättning och revidering av samiska böcker under lång tid. Bland annat överfördes de tidigare utgivna Svebelius förklaringar, Luthers lilla katekes och psalmboken till Högströms sydlapska bokspråk. När hela Bibeln utkom på samiska 1811 var även den skriven på detta språk, som förblev det dominerande i Sverige under 1800-talet. Nya Testamentet från 1755 var den officiella texten på samiska i Sverige fram till 1903, då den ersattes av en översättning till lulesamiska.

### Ett alternativ: det nordlapska bokspråket
Trots det sydlapska bokspråkets dominans fanns det en författare som gick sin egen väg. Det var Lars Levi Læstadius som under 1830- och 1840-talen utgav fyra verk på ett språk som har kallats för det nordlapska bokspråket (ej att förväxla med nordsamiska) eller kåtalapska. Stavningen följde det sydlapska bokspråket, men ordförrådet och formläran var huvudsakligen hämtade från lulesamiskan.

## Kritik
K.B. Wiklund, som dominerade inom den samiska språkforskningen i Sverige i slutet av 1800-talet och början av 1900-talet, var mycket kritisk mot det sydlapska bokspråket. Han menade att den samiska som verkligen talades hade förenklats och schematiserats på ett ganska våldsamt sätt. Resultatet var ett skriftspråk som visserligen var enkelt och lättlärt, men samtidigt stelt och torrt. Han menade också att det innehöll många osamiska vändningar. K.B. Wiklund lanserade i stället ett skriftspråk baserad på lulesamiska, som han menade var den "renaste" samiskan på så sätt att den stod mest fri från nyare inblandning av svenska eller finska. Detta skriftspråk började användas 1899 och ersatte snart det sydlapska bokspråket.